# Edmund Gosse

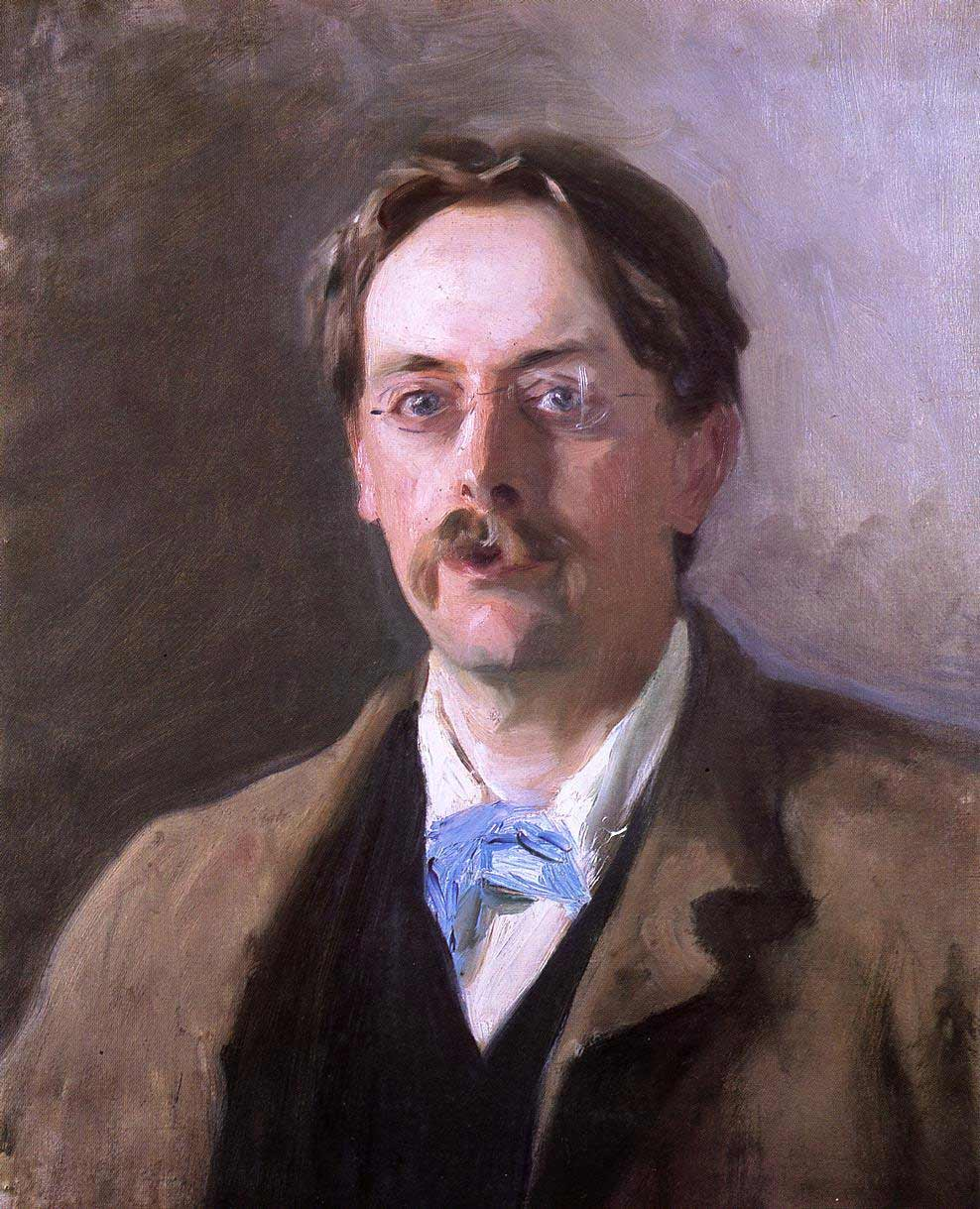
Edmund Gosse (1886), Porträt John Singer Sargent

Sir Edmund William Gosse (* 21. September 1849 in London, England; † 16. Mai 1928 ebenda) war ein einflussreicher britischer Literaturhistoriker, Schriftsteller und Kritiker. Er wurde 1925 in den Ritterstand erhoben.

## Leben
Edmund Gosse war das einzige Kind des Naturforschers Philip Henry Gosse. Er wuchs in einem streng religiösen, zu den Plymouth Brethren gehörendem Haushalt auf. Nach dem frühen Tod seiner Mutter schickte sein Vater ihn im Alter von acht Jahren in ein Internat in der Nähe von Torquay (Grafschaft Devon). Dort entwickelte sich Gosses Interesse für Literatur. Im Alter von 18 Jahren löste er sich von dem Einfluss seines Vaters.
1865 erhielt Gosse eine Anstellung als Bibliotheksmitarbeiter in der British Museum Library. Diese Tätigkeit übte er bis 1875 aus. Zwischen 1872 und 1874 unternahm Gosse mehrere Reisen nach Dänemark und Norwegen. Dort lernte er unter anderem Frederik Paludan-Müller und Hans Christian Andersen kennen. In der Folgezeit übersetzte er skandinavische Literatur ins Englische, insbesondere Werke von Henrik Ibsen. 1875 wurde Gosse Übersetzer beim Komitee der Regierungsabteilung Board of Trade; eine gut bezahlte Tätigkeit, die er 30 Jahre lang ausübte und die ihm Zeit für sein schriftstellerisches Wirken ermöglichte.
Von 1885 bis 1890 unterrichtete Gosse englische Literatur am Trinity College (Cambridge). 1884 unternahm er eine erfolgreiche Vortragsreise durch die USA und war als Redner sowie als Mitglied in verschiedenen Ausschüssen sehr populär. Zwischen 1904 und 1914 leitete Gosse als Chefbibliothekar die House of Lords Library. 1922 übernahm er die Vize-Präsidentschaft der weltweit größten unabhängigen Leihbibliothek, der London Library.
Ferner schrieb er regelmäßig für die Sunday Times. Zusammen mit William Archer und Bernard Shaw verfasste Gosse die wahrscheinlich meisten Literaturkritiken dieser Zeit im englischen Sprachraum. Er unterstützte junge Autoren, beispielsweise maßgeblich die beiden irischen Schriftsteller William Butler Yeats (1910) und James Joyce (1915), die nur Dank seiner finanziellen Unterstützung ihre Karriere fortsetzen konnten. Die Förderung junger britischer Schriftsteller setzte er ab 1918 als Jurymitglied im Komitee der Vergabe des Hawthornden-Preises fort.
Gosse gilt als eine der produktivsten und einflussreichsten Persönlichkeiten der englischen Literatur des späten viktorianischen und des edwardianischen Zeitalters. Er war in verschiedenen Genres tätig – als Dichter, Dramatiker, Übersetzer, Biograph, Essayist, Kritiker, Literaturhistoriker und Bibliophiler. Zu seinen heute noch bekanntesten Werken wird der autobiografische Roman Vater und Sohn (1907) gezählt. Darin beschreibt er die fundamentalistischen Widersprüche der viktorianischen Zeit und seinen wachsenden Widerstand gegen die religiösen Erwartungen seines Vaters, der die neuen Evolutionstheorien seines wissenschaftlichen Kollegen Charles Darwin ablehnte.
Des Weiteren war Edmund Gosse der literarische Redakteur der Encyclopædia Britannica von 1911. Mit 40.000 Einträgen ist diese 11. Ausgabe zwischenzeitlich im anglo-amerikanischen Raum gemeinfrei (Public Domain) und dient unter anderem vielen Artikeln der englischsprachigen Wikipedia als Grundlage sowie als oft zitierte Quelle.

## Privates
Bereits als Teenager war Edmund Gosse mit Robert Louis Stevenson eng befreundet, der ab 1879 während seiner Aufenthalte in London immer im Haus der Familie Gosse wohnte. Darüber hinaus pflegte Gosse persönliche Freundschaften mit:
- Alfred Tennyson, 1. Baron Tennyson
- Stéphane Mallarmé
- Robert Browning
- Thomas Hardy
- Henry James
- Algernon Charles Swinburne[5]
- John Addington Symonds
- André Gide

Im späteren Leben unterhielt er enge Kontakte zu Siegfried Sassoon, dem Neffen seines lebenslangen Freundes Hamo Thornycroft. Obwohl sich Gosse nach eigenem Bekunden zeit seines Lebens zu Männern hingezogen fühlte, war er seit 1875 mit der Malerin Ellen „Nellie“ Epps (1850–1929) verheiratet. 1907 erbte seine Frau ein beträchtliches Vermögen von ihrem Onkel James Epps, einem erfolgreichen Kakaoproduzenten. Seine 50-jährige Ehe, aus der drei gemeinsame Kinder hervorgingen – darunter die Malerin Sylvia Gosse (1881–1968), beschrieb Gosse ungeachtet seiner homosexuellen Neigung als glücklich.

## Auszeichnungen (Auswahl)
- Ehrendoktorwürde der University of St Andrews, 1899
- Ehrendoktorwürde der Sorbonne, 1899
- Ehrendoktorwürde der Universität Straßburg, 1920
- Ehrendoktorwürde der University of Cambridge, 1920
- Ehrendoktorwürde der Universität Göteborg, 1923
- Order of the Bath, 1912
- Knight Bachelor, 1925[9]